# Serrat del Broncal
El Serrat del Broncal és una serra del terme municipal d'Alt Àneu, a la comarca del Pallars Sobirà, dins de l'antic terme de Sorpe.
Assoleix una elevació màxima de 2.202,4 metres. És, de fet, el contrafort sud-occidental de la Serra Obaga, en el seu extrem nord-oest, i del Cap de la Travessa i del Pui Redó. El seu extrem sud-oest és a prop del poble d'Isavarre, al seu nord-est.